# Liste der Naturdenkmale in Eime
Die Liste der Naturdenkmale in Eime nennt die Naturdenkmale in Eime im Landkreis Hildesheim in Niedersachsen.

## Naturdenkmale
| Bild | Bezeichnung | Ort, Lage | Beschreibung | Schutzzweck | Nummer    |
| ---- | ----------- | --- | ------------ | ----------- | --------- |
| BW   | Eiche       | Heinsen im Gutspark Heinsen (52° 3′ 45,7″ N, 9° 39′ 37,1″ O)                                                                         |              | Seltenheit  | ND-HI 153 |
| BW   | 7 Buchen    | Heinsen am Waldrand südlich Gut Heinsen zwischen 800 m südlich und 700 m west-südwestlich des Gutes (52° 3′ 34,4″ N, 9° 39′ 11,5″ O) |              | Schönheit   | ND-HI 154 |